# Chibly Langlois
Chibly Langlois (La Vallée, 29 de novembre de 1958) és un cardenal haitià de l'Església Catòlica. És el bisbe de Les Cayes des del 15 d'agost de 2011, i presideix la Conferència Episcopal Haitiana.
El Papa Francesc anuncià que el 22 de febrer de 2014 elevaria Langlois al Col·legi de Cardenals. Langlois és el primer haitià elevat a aquest rang i és l'únic entre els nous cardenals creats al consistori del febrer de 2014 que no era arquebisbe.

## Biografia
Langlois va néixer a La Vallée-de-Jacmel, al sud-est d'Haití, en el si d'una família pobra. Ingressà al Gran Seminari Notre-Dame de Port-au-Prince el 1985, on estudià filosofia i teologia.
Va ser ordenat prevere per la diòcesi de Jacmel el 22 de setembre de 1991. Va ser nomenat vicari de la catedral de Jacmel. Va dirigir el servei diocesà de catequesi entre 1993 i 1994. Entre 1994 i 1996, estudià a la Pontifícia Universitat del Laterà de Roma, on va obtenir una llicenciatura en teologia pastoral. Parla correctament l'italià, el francès, el crioll, l'anglès i l'espanyol. El 1996 va ser nomenat administrador diocesà per la formació catequètica i pastoral. El 1999 va ser destinat al Santuari de la Immaculada Concepció de Des Oranger a Jacmel i va fer de professor de teologia pastoral al Seminari de Notre-Dame entre el 2000 i el 2004, ensenyant també a l'Institut Diocesà per l'Educació i la Promoció Humana de Jacmel.
El 8 d'abril de 2004 Langlois va ser nomenat bisbe de Fort-Liberté pel Papa Joan Pau II., sent consagrat per Hubert Constant, arquebisbe de Cap-Haïtien; i amb Guire Poulard, bisbe de Jacmel i Joseph Serge Miot, arquebisbe coadjutor i administrador apostòlic de Port-au-Prince com a co-consagradors. Després del terratrèmol d'Haití del 2010 Langlois es convertí en un dels protagonistes en la reconstrucció del país.
El 15 d'agost de 2011 va ser nomenat Bisbe de Les Cayes pel Papa Benet XVI, seguint sent administrador apostòlic de Fort Liberté fins a la instal·lació del seu successor, el bisbe Max Leroy Mésidor, el 28 de juliol de 2012. Entre 2004 i 2012 ha estat membre de la comissió episcopal per la catequesi, i des del 2007 és membre de la comissió episcopal per les missions, presidint també la comissió pastoral de la infància i el consell administratiu de la Universitat Notre-Dame d'Haití. El 15 de desembre de 2011 va ser elegit president de la Conferència Episcopal Haitiana. Actualment és el mitjancer principal entre els grups d'oposició i els representants del President d'Haití.
Quan decidí elevar Langlois al Col·legi de Cardenals el 2014, el Papa Francesc va deixar de costat diversos bisbes haitians més veterans, incloent els arquebisbes metropolitans Louis Kébreau o Guire Poulard. En aquells moments, Poulard era el seu superior a la província eclesiàstica de Port-au-Prince.
El 22 de febrer de 2014, el Papa Francesc nomenà Langlois Cardenal prevere de San Giacomo in Augusta. Aquesta església mai no havia estat designada com l'església titular d'un cardenal.